# Кольцовы-Мосальские
Кольцовы-Мосальские — русский княжеский род, ветвь князей Мосальских. Рюриковичи.
При подаче документов (11 марта 1682), для внесения рода в Бархатную книгу, была предоставлена родословная роспись князей Кольцовых-Мосальских, сказка князей Одоевских о родах, происходящих от черниговского князя Михаила Всеволодовича (26 ноября 1686). Указ о внесении родословий князей Кольцовых-Мосальских и Хотетовских в Бархатную книгу в главу Черниговских князей подписан (14 февраля 1687).
Род внесён в V часть дворянских родословных книг Московской, Калужской и Псковской губерний.

## Происхождение и история рода
Сын князя Семёна Михайловича Старого Мосальского, князь Василий Семёнович Мосальский по прозвищу Кольцо (XIX колено от Рюрика), живший во второй половине XVI века, стал родоначальником новой фамилии.
В петровское время из его потомков наиболее заметен воевода и генерал Иван Михайлович Кольцов-Мосальский, первый белгородский губернатор, основал город Каменка-Днепровская.
Племянник его Дмитрий Андреевич (ум. 1718) воеводствовал в Курске и Севске, позднее заведовал бахмутскими соляными сборами. Пал жертвой первой в истории России антикоррупционной кампании: признан виновным в растрате 80 тыс. руб. и приговорён к повешению, но умер накануне казни и был погребён. Узнав об этом, Пётр I распорядился вырыть его тело из могилы и повесить. Имение его, состоявшее из 12000 душ крестьян, было взято в казну.
Праправнук Ивана Михайловича, князь Андрей Александрович Кольцов-Мосальский (1758—1843), был обер-гофмейстером и сенатором. Принадлежал к близкому окружению Ф. В. Ростопчина и под влиянием его жены на старости лет едва не принял католичество. Один из внуков его, князь Александр Александрович (1826—1855) служил в Александрийском гусарском полку; он известен как муж писательницы Доры д'Истрии.
Александр Георгиевич (внучатый племянник Александра Александровича) (1896—30.03.1986), в 1936 году проживал в Шанхае, в 1951 году в Калифорнии, умер в Сиэтле. Его жена Вера Львовна (урождённая Вахович) (29.09.1903—10.06.1981), умерла в Пало-Альто. У них были сыновья, родившиеся в Шанхае: Владимир Александрович Кольцов-Мосальский (род. 31.01.1939) с женой Ангелиной (31.10.1939—14.04.1995) проживал в Линвуде и Алексей Александрович Кольцов-Мосальский (15.03.1940—8.06.2009), проживал в Милл-Валли. У Владимира Александровича Кольцова-Мосальского известен сын Эндрю (р.26.09.1964), помощник шерифа округа Снохомиш, женатый на Танне Ли Лиферт (Tanna Lee Lifferth). У них двое детей: Брэдли Александр и Эллисон.

## Известные представители
- Мосальский, Василий Семёнович Кольцо (ум. 1577) — московский дворянин, воевода и казначей, родоначальник князей Кольцовых-Мосальских.
  - Кольцов-Мосальский, Владимир Васильевич (ум. 1610) — московский дворянин, воевода и боярин.
    - Кольцов-Мосальский, Иван Владимирович (ум. после 1611) — стольник и воевода.
    - Кольцов-Мосальский, Андрей Владимирович (ум. после 1606) — рында на свадьбе Лжедмитрия I.
      - Кольцов-Мосальский, Михаил Андреевич (ум. 1662) — стольник и воевода
        - Кольцов-Мосальский, Иван Михайлович (ум. 1707) — голова, воевода и генерал-поручик.
          - Кольцов-Мосальский, Яков Иванович (1666—1728) — советник Юстиц-коллегии, воевода в Севске.
          - Кольцов-Мосальский, Василий Иванович (ум. после 1690) — стольник во втором Крымском походе.
          - Кольцов-Мосальский, Пётр Иванович (ум. 1721) — жилец.
            - Кольцов-Мосальский, Иван Петрович (ум. 1731) — прапорщик.
              - Кольцов-Мосальский, Александр Иванович (1725—1812) — вице-вахмистр.
                - Кольцов-Мосальский, Андрей Александрович (1758—1843) — сенатор, действительный тайный советник и обер-гофмейстер.
                  - Кольцов-Мосальский, Александр Андреевич (1797—1834) — титулярный советник.
                    - Кольцов-Мосальский, Николай Александрович (1823—1895) — штабс-капитан.
                      - Кольцов-Мосальский, Николай Николаевич (1859—1913) — штабс-ротмистр.
                      - Кольцов-Мосальский, Георгий Николаевич (1863—1914) — лейтенант флота.
                        - Кольцов-Мосальский, Александр Георгиевич (1896—1983) — подпоручик артиллерии, участник Первой мировой войны и Белого движения в Сибири.
                          - Кольцов-Мосальский, Владимир Александрович (род. 1939)
                            - Кольцов-Мосальский, Андрей Владимирович (Mosalsky Andrew; род. 1964) — помощник шерифа.
                              - Кольцов-Мосальский, Брэдли Александр (Mosalsky Bradley Alexander; род. 1995)

                          - Кольцов-Мосальский, Алексей Александрович (1940—2009)

                    - Кольцов-Мосальский, Александр Александрович (1826—1875) — полковник, муж художницы и писательницы Елены Гики.

        - Кольцов-Мосальский, Андрей Михайлович (ум. 1703) — стольник и воевода.
          - Кольцов-Мосальский, Дмитрий Андреевич (ум. 1718) — подполковник и воевода.
          - Кольцов-Мосальский, Василий Андреевич (1666—1733) — майор.
          - Кольцов-Мосальский, Иван Андреевич (1673—1737) — майор.

        - Кольцов-Мосальский, Фёдор Михайлович (1652 — после 1723) — стольник и воевода.
          - Кольцов-Мосальский, Юрий Фёдорович (1684—1713) — капитан.
          - Кольцов-Мосальский, Михаил Фёдорович (1692—1717) — подпоручик.
            - Кольцов-Мосальский, Иван Михайлович (1716 — после 1791) — секунд-майор, рузский уездный предводитель дворянства (1781—1791).
              - Кольцов-Мосальский, Сергей Иванович (1750 — до 1787) — сержант артиллерии.

        - Кольцов-Мосальский, Борис Михайлович (ум. 1703) — стольник и воевода.

    - Кольцов-Мосальский, Григорий Владимирович (ум. после 1628) — стольник[11].